# Norbert Stoffels
Norbert Stoffels OSB (* 12. Februar 1936 in Jülich; † 24. April 2013 in Stuttgart) war Abt der Benediktinerabtei St. Ulrich und Afra Neresheim.

## Leben

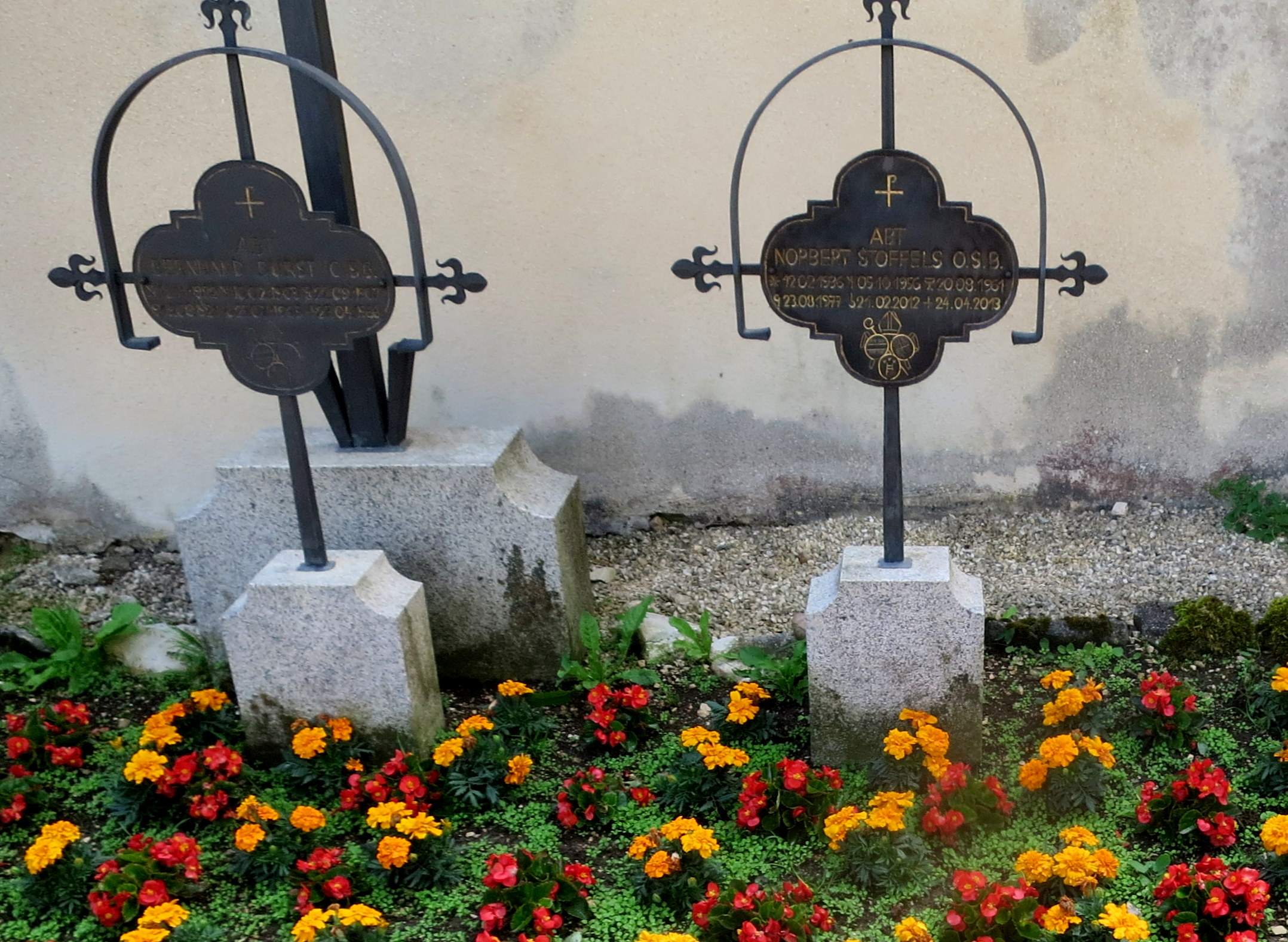
Grab von Abt Norbert Stoffels

Der in Krefeld aufgewachsene Wolfram Stoffels trat 1955 in das Benediktinerkloster Neresheim ein, legte 1956 seine Profess ab und nahm den Ordensnamen Norbert an. Nach seinem Theologiestudium in Neresheim und in Beuron wurde er am 20. August 1961 von Carl Joseph Leiprecht, dem Bischof von Rottenburg, in der Abteikirche zum Priester geweiht. 1970 ernannte ihn sein Abt Johannes Kraus zum Prior der Abtei. Am 23. August 1977 wurde er vom Klosterkonvent zum Abt gewählt. Am 8. September 1977 empfing er durch Georg Moser die Benediktion.
Im Jahr 2006 wurde er – nach Erreichung der Altersgrenze für Äbte der Benediktiner von 70 Jahren – für eine letztmögliche Amtszeit von 6 Jahren wiedergewählt. Sie endete mit dem 21. Februar 2012.
Während seiner Amtszeit als Abt wurden wesentliche Teile der Klosteranlage wie die Prälatur, das Klosterhospiz und der Konventbau saniert. Darüber hinaus arbeitete Stoffels bei der Übersetzung und Neuherausgabe der Benediktsregel mit. Nach seinem Tod wurde Ende 2014 bekannt, dass er ein Vermögen von rund 4,4 Mio. Euro hinterlassen hatte, von dem der Konvent nichts wusste und das zum großen Teil aus einem Geldwäschesystem namens „Weinberg“ stammen sollte. Nach einigen Prozessen steht das Geld dem Kloster für die weitere Sanierung der Wirtschaftsgebäude zur Verfügung.

## Auszeichnungen

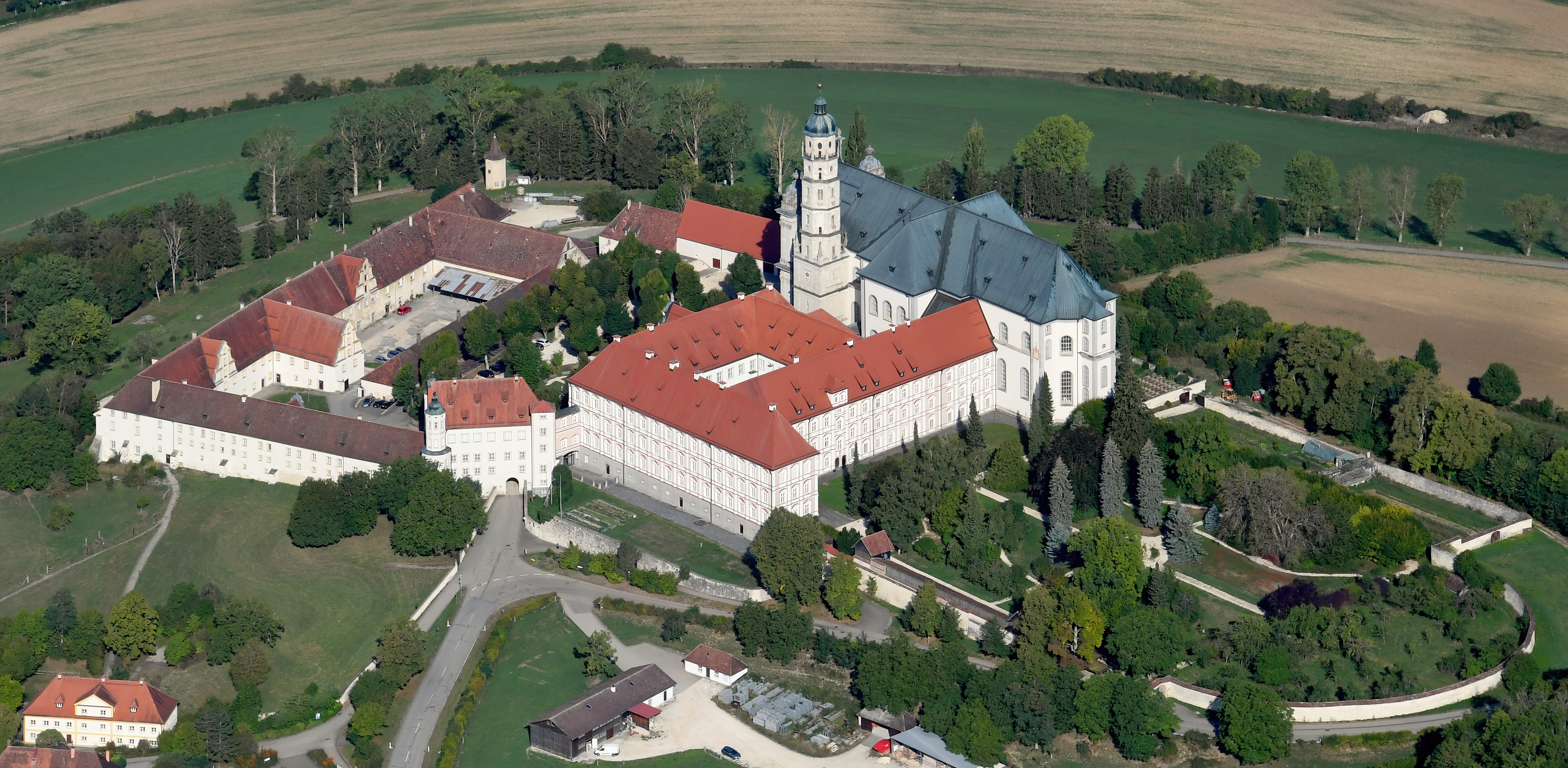
Während seiner Amtszeit wurde ein Großteil dieser Klosteranlage saniert. Dafür wurde er ausgezeichnet.

- 1977: Bundesverdienstkreuz am Bande
- 1996: Bundesverdienstkreuz Erster Klasse
- 2006: Verdienstmedaille des Landes Baden-Württemberg